# Joaquín Cravioto
Joaquín Cravioto Muñoz (Pachuca, Hidalgo, 12 de septiembre de 1922 - Ciudad de México, 9 de abril de 1998) fue un médico, investigador, catedrático y académico mexicano. Trabajó en las áreas de pediatría, bioquímica, psicología y destacó internacionalmente en el área de nutrición.

## Estudios y docencia
Realizó sus primeros estudios en su ciudad natal en el Instituto Científico y Literario. Se trasladó a la Ciudad de México para ingresar a la Escuela Médico Militar, en donde obtuvo el título de médico cirujano y partero en 1945. Ese mismo año contrajo matrimonio con María Cristina Quintana O'Farrill con quien tuvo dos hijos: Patricia y Alejandro.
Con el rango de mayor sirvió al Ejército Mexicano en Monterrey y fue comisionado para estudiar una maestría en Ciencias Sanitarias en la Escuela de Higiene de la Secretaría de Salubridad y Asistencia. Estudió Pediatría en el Colegio de Medicina de la Universidad de Illinois en Chicago. Realizó estudios sobre el manejo de radioisótopos y su utilidad clínica en el Centro Médico Bellevue en Nueva York.
A lo largo de su vida, impartió clases en la Escuela Médico Militar, en la Facultad de Medicina de la Universidad Nacional Autónoma de México, en la Universidad Autónoma Metropolitana, en la Universidad Cornell, en la Universidad de Harvard, en el Instituto Tecnológico de Massachusetts y en la Universidad de Gotemburgo, en donde fue nombrado profesor honorario en 1965.

## Trayectoria profesional
De 1951 a 1972 colaboró en el Hospital Infantil de México. En 1954 viajó a Suecia para estudiar en la Universidad de Gotemburgo técnicas para el estudio de proteínas. A finales de la década de 1950 fue subjefe de la División de Nutrición de la Organización de las Naciones Unidas para la Alimentación y la Agricultura (FAO). Realizó trabajos de investigación en Nigeria, Ghana, Bolivia y Honduras. De 1961 a 1964 colaboró con la Organización Panamericana de la Salud (OPS). Fue director asociado del Instituto de Nutrición de Centroamérica y Panamá (INCAP).
De 1972 a 1976 fue jefe del Departamento de Investigación del Hospital del Niño de la Institución Mexicana de Asistencia a la Niñez  (IMAN). De 1976 a 1990 fue director científico del Instituto Nacional de Ciencias y Tecnología de la Salud del Niño (INCYTAS) del IMAN que posteriormente formó parte del Sistema Nacional para el Desarrollo Integral de la Familia (DIF).

## Investigador y académico
Formó parte de veinticuatro sociedades científicas nacionales e internacionales, entre ellas la Academia de la Investigación Científica, la Sociedad Mexicana de Bioquímica, la Sociedad Mexicana de Nutrición, la Asociación de Investigación Pediátrica, la Academia Nacional de Medicina, la Academia Mexicana de Pediatría y la Academia de Medicina Sueca entre otras.  En 1984 fue nombrado investigador nivel III del Sistema Nacional de Investigadores. 
Impartió conferencias en México, Suecia, Estados Unidos, Costa Rica y Gran Bretaña. Fue autor de artículos de divulgación científica, capítulos de libros y libros de medicina. Obtuvo el rango de teniente coronel al retirarse el Ejército Mexicano. Murió en la Ciudad de México el 9 de abril de 1998.

## Premios y distinciones
- Premio de Investigación por la Academia de la Investigación Científica en 1962.
- Doctor honoris causa por la Universidad de Gotemburgo de Suecia en 1970.
- Doctor honoris causa por la Universidad Tufts de Boston.
- Encomienda de la Orden de la Estrella Polar, de Suecia.
- Medalla Purkinje por la Academia de Ciencias de Checoslovaquia.
- Premio Nacional de Ciencias y Artes en el área de Ciencias Físico-Matemáticas y Naturales por el Gobierno Federal de México en 1975.
- Premio Citation Classic por la revista Current Contents en 1979.
- Premio Reina Sofía por el Gobierno de España en 1984.
- Premio Internacional de Nutrición del Reino Unido en 1988.
- Investigador Nacional Emérito del Sistema Nacional de Investigadores del Consejo Nacional de Ciencia y Tecnología en 1991.